# Sacha Guitry
Alexandre Georges Pierre (Sacha) Guitry, född 21 februari 1885 i Sankt Petersburg, död 24 juli 1957 i Paris, var en fransk skådespelare, regissör och dramatiker, son till skådespelaren Lucien Guitry.
Guitry skrev från 1901 en lång rad skådespel i den lättare genren. Han verkade från 1910 även som skådespelare, och medverkade oftast i sina egna stycken tillsammans med hustrun Yvonne Printemps. Han regisserade också spelfilmer i en munter historisk-teatral stil, helst med anknytning till hans arbete på teatern, bland annat Le Roman d'un tricheur (Jag är en falskspelare, 1936), Les Perles de la couronne (Kronans pärlor, 1937, tillsammans med Christian-Jaque), och Si Versailles m'était conté (Om Versailles kunde berätta, 1955). Hans memoarer, Souvenirs, kom 1953.
Från 1920 var Guitry teaterdirektör för Théâtre Edouard VII, där hans hustru Yvonne Printemps var en av de ledande skådespelarna.

## Filmografi i urval

### Regi
- Pasteur (1935)
- Jag är en falskspelare (1936)
- Kronans pärlor (1937)
- Lidelsernas gata (1938)
- De voro 9 ungkarlar (1939)
- Den förste Bernadotte (1942)
- Om Versailles kunde berätta (1953)
- Oss skojare emellan (1953)
- Napoléon - soldat och kejsare (1955)
- Tjuvar och älskare (1957)